# غوستاف واليس
غوستاف واليس (بالإنجليزية: Gustav Wallis)‏ (و. 1830 – 1878 م) هو عالم نبات من الإمبراطورية الألمانية . ولد في لونيبورغ .
توفي في كوينكا ، عن عمر يناهز 48 عاماً.